# Charles Robert Connell

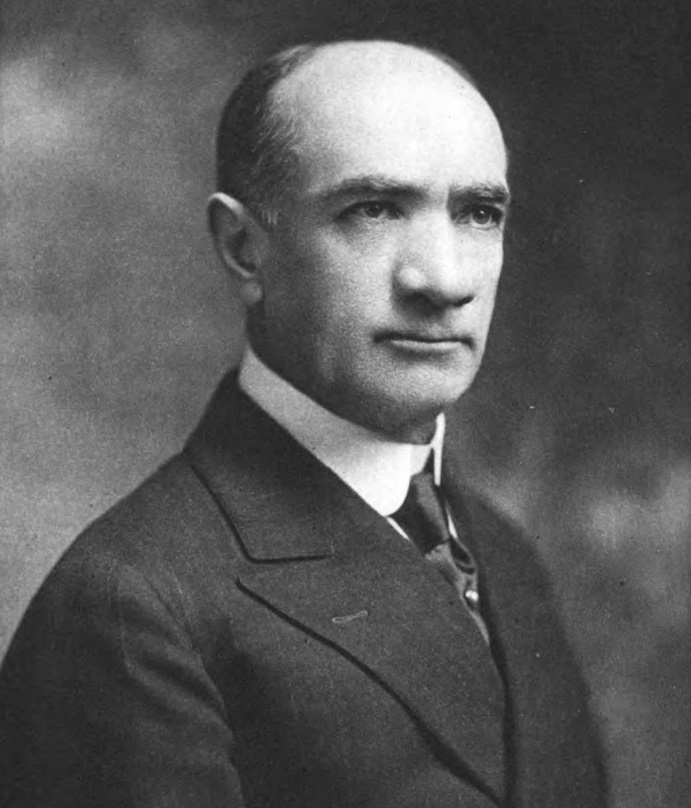
Charles Robert Connell

Charles Robert Connell (* 22. September 1864 in Scranton, Pennsylvania; † 26. September 1922 ebenda) war ein US-amerikanischer Politiker. In den Jahren 1921 und 1922 vertrat er den Bundesstaat Pennsylvania im US-Repräsentantenhaus.

## Werdegang
Charles Connell war der Sohn des Kongressabgeordneten William Connell (1827–1909). Er besuchte die öffentlichen Schulen seiner Heimat und dann bis 1884 die Williston Academy in Easthampton (Massachusetts). Danach arbeitete er für einige Zeit zusammen mit seinem Vater im Handel. Außerdem engagierte er sich im Bankgewerbe und in verschiedenen Handwerksbranchen. Von 1888 bis zu seinem Tod leitete er die Firma Scranton Button Co. Politisch war er Mitglied der Republikanischen Partei.
Bei den Kongresswahlen des Jahres 1920 wurde Connell im zehnten Wahlbezirk von Pennsylvania in das US-Repräsentantenhaus in Washington, D.C. gewählt, wo er am 4. März 1921 die Nachfolge von John R. Farr antrat. Dieses Mandat im Kongress konnte er bis zu seinem Tod am 26. September 1922 ausüben.